# Tadeusz Golik
Tadeusz Golik (Różyna, 31 agosto 1952) è un ex sollevatore polacco  che ha gareggiato nelle categorie dei pesi mosca (fino a 52 kg.) e dei pesi gallo (fino a 56 kg.).

## Carriera
Tadeusz Golik ha vinto la medaglia d'argento nella categoria dei pesi mosca ai Campionati mondiali di Gettysburg nel 1978 sollevando 237,5 kg. nel totale, dietro al sovietico Kanıbek Osmonaliev (240 kg.). Questo risultato è stato il maggior successo di Golik in tutta la sua carriera.
Nel 1982, ai Campionati mondiali ed europei di Lubiana ha ottenuto il 4º posto finale nella categoria dei pesi gallo con 262,5 kg. nel totale, risultando però al 3º posto nella classifica degli atleti europei ed ottenendo, pertanto, la medaglia di bronzo europea. Nel 1985, ai Campionati mondiali di Södertälje si aggiudica la medaglia di bronzo nello strappo nella categoria dei pesi mosca.